# Glamorama
Glamorama è un romanzo di Bret Easton Ellis, pubblicato nel 1998. In Italia l'opera è stata edita da Einaudi, nella traduzione di Katia Bagnoli.
Nel 2001, Il libro è stato al centro di un contenzioso tra Ellis e i produttori del film Zoolander, accusati di aver  plagiato Glamorama. Non si giunse tuttavia a un dibattito legale, perché le parti raggiunsero un accordo extra-giudiziale, il quale impedì allo scrittore di discutere pubblicamente della vicenda.

## Trama
Il protagonista è Victor Ward (che figurava già tra i personaggi di Le regole dell'attrazione), modello professionista ventisettenne che si barcamena tra problemi economici, un'agenda fitta di impegni, amici ed amanti di ambo i sessi rigorosamente glamour. Nel giro di trentasei ore, il suo mondo solo apparentemente dorato va però in pezzi; e Victor, favorito ma forse anche sospinto da trame oscure, si imbarca per l'Europa, alla ricerca di una ex fidanzata divenuta modella ed attrice.
Comincia così un caleidoscopio di luoghi e di intrighi, dove i volti "fictional" si mescolano a quelli reali, in una sorta di compendio della cultura pop. Nella sovrapposizione, quasi esponenziale dell'intreccio, si fa largo una riflessione sulla cultura dell'immagine che dalla cultura pubblicitaria, a sorpresa, giunge fino al terrorismo. Referenti nella saggistica per questi argomenti sono le opere di autori come Baudrillard o Debord.

Mentre il racconto precipita, si moltiplicano le grandi metafore tramite cui Glamorama descrive il cuore, mercantile ed immateriale, del mondo contemporaneo. Immagini, che coinvolgono i temi del doppio, della seduzione come forma di propaganda nazista, della confusione tra ruolo ed identità e tra accadimento e reality show. Si tratta delle molte forme che assume il motivo tipicamente ellisiano della sparizione, grande metafora dell'esistenza nell'evo del postmoderno. Lo stile che caratterizza la prosa di Ellis è riconoscibile in particolare nel tono dei dialoghi, simili, fin dagli esordi, allo spirito delle sit-com e dei videoclip. A un livello superiore di analisi, poi, emerge ancora una volta la capacità di sguardo sociologico, e quella di tradurla in scena secondo modalità accattivanti e compiaciute. 
Una forma di ambiguità, a più livelli, che anche per questo romanzo ellisiano ha condotto a letture equivoche e polemiche. 

## Opere derivate
Nel 1999, il compositore italiano Lorenzo Ferrero ha scritto il quintetto Glamorama Spies, commissionato dal gruppo Sentieri Selvaggi e ispirato dalla lettura del libro, come ha spiegato lo stesso Ferrero. La composizione è per flauto, clarinetto, violino, violoncello e pianoforte ed è stata eseguita per la prima volta a Milano nel 2000.

## Edizioni in  italiano
- Bret Easton Ellis, Glamorama, traduzione di Katia Bagnoli, Torino: Einaudi, 1999